# Stimmhafter lateraler alveolarer Frikativ
Der stimmhafte laterale alveolare Frikativ (ein stimmhafter, lateraler, an den Alveolen gebildeter Reibelaut) hat in verschiedenen Sprachen folgende lautliche und orthographische Realisierungen:
- Kabardinisch: мыл [məɮ], Eis
- Mongolisch: долоо [tɔɮɔː], Sieben
- Zulu: dlala [ˈɮálà], spielen